# Гранде, Мануэль
Мануэль Гранде (исп. Manuel Grande; ок. 1810—1881) — вождь индейского народа пампы, который на протяжении большей части своей карьеры утверждал, что причисляет себя к «дружественным индейцам» аргентинского правительства, и с которым, тем не менее, обращались как с врагом, подлежащим уничтожению.

## Биография
К 1854 году под командованием Мануэля Гранде уже находилась целая дивизия улан, и, предположительно, в 1855 году он участвовал в победе при Сьерра-Чика над военным министром Бартоломе Митре. Он находился в постоянном союзе с могущественным вождем мапуче Кальфукурой. В 1857 году он предпринял набег на Кекен, во время которого произошла битва при Кристиано Муэрто. По приказу Кальфукуры он сражался в битве при Пигуэ, а также, вероятно, в рейде 1859 года на Баия-Бланку.
После битвы при Сепеде в 1859 году Мануэль Гранде поступил на службу к правительству Буэнос-Айреса в качестве главы вспомогательных войск или «дружественных индейцев». Он был включен в состав армии Буэнос-Айреса, в то время как многие из ее лидеров были полны решимости истребить верных индейцев. Например, Игнасио Ривас настраивал одних вождей против других, полагая, что кто-то взбунтуется и получит повод «уничтожить этих собак». Бенито Мачадо также делал подобные вещи: когда двое сыновей Кальфукуры появились в Асуле, чтобы забрать пайки, которые правительство выдавало им ежегодно, он приказал арестовать и разграбить их; Но он не сделал этого собственными войсками, а заставил сделать это вождей Чипитруса и Мануэля Гранде. Однако Катриэль отказался это сделать и собрал более тысячи копейщиков, пригрозив самому полковнику Мачадо освободить их. Полковник Мачадо был отозван в Буэнос-Айрес и заменен другим командиром, а сыновья Кальфукуры были освобождены и публично извинились.
В последующие годы отношения между Кальфукурой, Сиприано Катриэлем, Мануэлем Гранде и Чипитрусом колебались: от мелких столкновений до взаимной защиты. Однако аргентинское правительство явно отдавало Катриэлю приоритет перед другими вождями пампасов, которые остались позади и не всегда получали пайки. Во время правления Франсиско Элиа на посту главы пограничной администрации Асуль он назначил Сиприано Катриэля «главным вождем всех пампасов». Племена Мануэля Гранде, Качуля и Чипитруса не признали эту власть, поэтому их объявили мятежниками — именно этого и хотел добиться Элия. Когда коренные жители устали от произвола Элии и отклонили попытку арестовать одного из них, Элия собрал все возможные силы и напал на палатки Мануэля Гранде и Чипитруса в Лагуна-де-Бургос. Индейцы отступили, а люди Элии разграбили палатки, украли тех самых коров, которых они получили в качестве пайка, а также, воспользовавшись случаем, похитили их женщин, всего четыреста. Кальфукир был убит вместе с восемьюдесятью другими индейцами, вооруженными копьями, а Мануэль Гранде был вынужден отступить, получив серьезные ранения, по этой причине его также посчитали погибшим.
Несколько недель спустя полковник Бурр вызвал «дружелюбных индейцев» Мануэля Гранде и Чипитруса, чтобы получить пайки, а вместо этого арестовал их, отобрал всех их лошадей и имущество и насильно зачислил в пограничные войска. Их лидеры были отправлены в качестве пленников на остров Мартин-Гарсия. Цель была ясна: отобрать у индейцев те самые земли, которые им принадлежали.
Заключение Мануэля Гранде и Чипитруса в тюрьму стало одной из причин великого набега Кальфукура в 1872 году, который закончился их поражением в битве при Сан-Карлос-де-Боливар.
Несмотря на заключение, Мануэль Гранде остался верен тем, кто так мало ему платил: на острове Мартин-Гарсия произошел мятеж, и заключенный вождь посвятил себя защите солдат. Вместе с несколькими из его женщин его доставили к инспектору по оружию Бенджамину Викторике, который приказал отпустить их и дать лошадей. Конечно, его лагеря больше не существовало, поэтому ему пришлось укрыться в Лос-Тольдос под защитой Хусто Коликео. Полковник Иларио Лагос раскритиковал Коликео за предоставление убежища тем, кому больше некуда было идти. В течение двух или трех дней ситуация была на грани резни, в которой Лагос принял на себя основной удар, пока спокойное состояние Коликео не позволило разрешить недоразумения.
Однако преследования Мануэля Гранде не прекратились. Полковник Франсиско Борхес приказал отправить Мануэля Гранде и его людей в Хунин, но Хусто Коликео отказался. Затем Борхес двинулся со своими солдатами на Лос-Тольдос, арестовал и отстранил Хусто Коликео от командования, назначив вместо него его брата Симона, а Мануэля Гранде арестовал и отправил в форт Генерал-Пас, недалеко от Карлоса-Касареса. В докладе своему начальству он сетовал на то, что они покорно ему подчинились, поскольку на самом деле он хотел их уничтожить.
В 1874 году Мануэлю Гранде пришлось очень осторожно маневрировать во время митристской революции, поскольку было нелегко решить, чью сторону принять. В последующие годы ему пришлось столкнуться со всевозможными видами жестокого обращения, отсутствием оплаты за свои услуги, продажей частным лицам в Буэнос-Айресе тех самых полей, где он поселился, и эпидемией оспы. В 1876 году, когда был сформирован отряд Малон-Гранде, в который вошли представители всех слоев коренного населения, включая дружелюбных индейцев, многие из людей Мануэля Гранде присоединились к нему, в то время как сам вождь остался верен своему посту в форте Генерал-Пас. Однако полковник Николас Левалье гнал «чернь» из Каруэ в Асуль, словно скот, убивая стариков, женщин и детей, которые не могли поспеть за солдатами.
Во время Завоевания пустыни Мануэль Гранде остался в Каруэ из-за своего преклонного возраста и умер там в 1881 году, уступив место своему сыну Мануэлю Диасу. Другие источники утверждают, что в 1883 году он был насильно перевезен в Хенераль-Ача, столицу Национальной территории Ла-Пампа, и вскоре там умер.